# زياك إيشميتوفو
زياك إيشميتوفو ((بالباشقيرية: Зәк-Ишмәт)‏ Zәk-Ishmәt) هي قرية في مقاطعة كويورجينسكي ‏ في باشكورتوستان، المركز الإداري لمجلس قرية زياك إيشمتوفسكي .

## السكان
وفقا لتعداد عام 2002، فإن القومية السائدة هي التتار (80 ٪) .

## الموقع الجغرافي
المسافة إلى:
- مركز المقاطعة (ييرمولاييفو): 50 كم،
- أقرب محطة قطار (كوميرتاو): 41 كم

## مشاهير
- زكي، شمس الدين يارموخيتفيتش (1822 - أكتوبر 1865) - شاعر باشكير، أتباع الصوفية. كتب بالتتارية، التركية (العثمانية القديمة)، العربية والفارسية.[3][4]

## وصلات خارجية
- مجلس بلديات جمهورية باشكورتوستان .
- زياك إيشميتوفو على بوابة الأنساب والمحفوظات